# Teeth of Lions Rule the Divine
Teeth of Lions Rule the Divine est un supergroupe de doom metal britannique, originaire de Nottingham, en Angleterre. Le groupe est composé d'artistes jouant déjà dans des groupes de heavy metal comme Sunn O))) et Electric Wizard. Leur musique est lente et lourde, se rapprochant de groupes tels que Khanate, Burning Witch, Earth ou encore Sunn O))).

## Biographie
Teeth of Lions Rule the Divine est formé en 2000, et est à l'origine composé de membres venant du Royaume-Uni et des États-Unis. Le nom du groupe vient du deuxième morceau homonyme de l'album Earth 2 du groupe Earth. 
Le groupe ne compte qu'à son actif un seul et unique album intitulé Rampton, publié en avril 2002. Il est accueilli d'une manière mitigée par la presse spécialisée,,. La même année, le groupe cesse ses activités.

## Membres
- Stephen O'Malley - guitare (Khanate, Sunn O))), Burning Witch, Thorr's Hammer) (2000-2002)
- Justin Greaves - batterie (Iron Monkey, Electric Wizard)[6] (2000-2002)
- Greg Anderson - basse, orgue (Goatsnake, Sunn O))), Burning Witch, Thorr's Hammer)[6] (2001-2002)
- Lee Dorrian - chant (Cathedral, Napalm Death)[6] (2001-2002)

## Discographie
- 2002 : Rampton